# Гади, Сэмия
Сэ́мия Макси́н Га́ди (англ. Samia Maxine Ghadie), в замужестве — Смит (англ. Smith; 13 июля 1982, Эклз, Большой Манчестер, Англия, Великобритания) — английская актриса.

## Биография
Сэмия Максин Гади родилась 13 июля 1982 года в Эклсе (графство Большой Манчестер, Англия, Великобритания) в семье владельца магазина Джозефа Гади (ум. 14.04.2009 от рака) и актрисы Пэнси Гади. У неё есть старший брат — Тарик Гади (род.1977).

## Карьера
Сэмия дебютировала в кино в 1994 году, сыграв роль Рози в эпизоде «The Big Crunch: Part 1» телесериала «Метод Крекера».
Наиболее известна по роли Мария Коннор из мыльной оперы «Улица Коронации», в которой она снимается с 2009 года. В 2007 году Гади получила премию «The British Soap Awards» за эту роль в номинации «Лучшая сюжетная линия» вместе с Биллом Уордом (Чарли Стаббз) и Кейт Форд (Трейси Барлоу).

## Личная жизнь
В 2005—2011 годы Гади была замужем за застройщиком Мэттью Смитом, от которого у неё есть дочь — Фрейя Смит (род. 19.10.2009).
С 20 августа 2016 года Гади замужем за фигуристом Сильвой Лоншамбу, с которым она встречалась 3 года до их свадьбы. У супругов есть сын — Ив Джозеф Лоншамбу (род. 24.09.2015).